# Kennedy Mudenda
Kennedy Mudenda (sinh ngày 13 tháng 1 năm 1988) là một cầu thủ bóng đá người Zambia thi đấu ở vị trí tiền vệ cho Power Dynamos.
Mudenda có nhiều lần khoác áo cho Đội tuyển bóng đá quốc gia Zambia, thi đấu cho đội tuyển và vào đến chung kết Cúp COSAFA 2007.